# ジョン・キングストン
ジョン・キングストン（John Kingston）は、アメリカの言語学者、音声学者。 専門は音声学、および音韻論とのインターフェイス。1985年にカリフォルニア大学バークレー校で博士号を取得後、テキサス大学、コーネル大学などを経て、現在マサチューセッツ大学アマースト校言語学科教授。同大学Phonetics Laboratoryの責任者。博士論文や、1990年代初頭の研究では、声調の歴史的起源(tonogenesis)や調音音声学などの研究で知られていたが、現在は知覚音声学や神経言語学を主に研究している。
かつて、音声パターンは、調音器官の要請から自動的に導きだされるものだと思われていたが、それに対して、話者が聞き手の知覚を考えて、自らの聴音をコントロールしてる、と主張した (Kingson and Diehl 1994)。また、知覚音声学の観点から、言語音と非言語音の知覚のパターンを比較し、両者の共通性を主張している。さらに弁別素性の音声的起源の研究も行っており、弁別素性は知覚的に定義されるべきであると主張 (Kingston 2007)。このように、音韻論と音声学のインターフェイスにも常に感心をもっている。実験音韻論の創始者の一人でもある。

## 主な著書
- Kingston John (2007) The phonetics-phonology interface. The Cambridge Handbook of Phonology.
- Kingston John and Randy Diehl (1994) Phonetic knowledge. Language.